# Chotan (řeka)
Chotan (ujgursky خوتەن دەرياسى‎, čínsky pchin-jinem 'Hétián hé', znaky 和田河) je řeka v Kašgarsku v autonomní oblasti Sin-ťiang na západě ČLR. Je 1035 km dlouhá od pramene delší zdrojnice Karakaš. Povodí má rozlohu 43 600 km².

## Průběh toku
Vzniká soutokem řek Karakaš a Jurunkaš, které pramení na Západním Kchun-lunu. Protéká přes poušť Taklamakan v široké dolině, která je porostlá řídkým lužním lesem. Je pravým přítokem Tarimu.

## Vodní režim
Přes poušť Taklamakan se koryto naplňuje vodou jen v období vysokých vodních stavů od července do srpna. V suchých letech řeka do Tarimu nedotéká..

## Využití
Využívá se převážně na zavlažování v Chotanské oáze. Část vody je převáděna na západ do sousedních povodí s malým množstvím vody (Chorgos aj.).